# Ossig (Gutenborn)
Ossig ist ein Ortsteil der Gemeinde Gutenborn im Burgenlandkreis in Sachsen-Anhalt.

## Geographie

### Geographische Lage
Der Ort liegt südwestlich des Kernortes Droßdorf an der K 2219 und am Gutenbornbach.
Östlich verläuft die B 2 und erstreckt sich das 477 ha große Landschaftsschutzgebiet Kuhndorftal. Die Landesgrenze zu Thüringen verläuft südlich.

## Geschichte
1952 wurde Ossig nach Schellbach eingemeindet, am 1. Januar 2010 wurde Schellbach nach Gutenborn eingemeindet.

## Religion
Ursprünglich gehörte Ossig zum Archidiakonat Zeitz. Durch die Reformation wurden die Kirche und die Bevölkerung von Ossig protestantisch. Die Dorfkirche Ossig und ihre Kirchengemeinde gehören zum Kirchenkreis Naumburg-Zeitz der Evangelischen Kirche in Mitteldeutschland.
Durch die Flucht und Vertreibung Deutscher aus Mittel- und Osteuropa infolge des Zweiten Weltkriegs zogen wieder Katholiken nach Ossig, sie gehörten zunächst zur Pfarrei Zeitz. Am 19. Juli 1946 ließ sich Pfarrer Alfons Kuczera als außerplanmäßiger Vikar von Zeitz in Ossig nieder, womit in Ossig eine katholische Gemeinde gegründet wurde. Er wohnte zunächst im evangelischen Pfarrhaus und zog 1949 in ein Nebengebäude des Hauses Dorfstraße 36 um, wo er bis zu seinem Tod zur Miete wohnte. Sein Seelsorgegebiet war der Süden der Pfarrei Zeitz mit 22 Ortschaften, seine Gottesdienste hielt er in der evangelischen Dorfkirche. Zur Errichtung eines katholischen Gotteshauses kam es in Ossig nicht. Am 1. November 1947 wurde die Kuratie Ossig (später Schellbach Ot. Ossig) errichtet. Kuratus Kuczera wohnte bis zu seinem Tod am 17. Februar 1977 in Ossig und war dort bis 1977 seelsorgerisch tätig. Danach wurde die Kuratie nicht mehr mit einem Priester besetzt und wieder aufgelöst, und das Kuratiegebiet zwischen den Kirchengemeinden Krossen/Elster und Zeitz aufgeteilt. Heute gehören Katholiken in Ossig zur Pfarrei St. Peter und Paul in Zeitz.

## Sehenswürdigkeiten
In der Liste der Kulturdenkmale in Gutenborn sind für Ossig 20 Kulturdenkmale aufgeführt:
- die Kirche (Droßdorfer Straße 17)
- das Pfarrhaus (Droßdorfer Straße 11)
- der Gasthof „Zum Hirsch“ (Droßdorfer Straße 28)
- das Herrenhaus (Droßdorfer Straße 15)
- die Mühle (Droßdorfer Straße 14)
- vier Bauernhöfe (Droßdorfer Straße 20, 22, 25; Johann-Gottlieb-Rössler-Straße 31)
- zwei Wirtschaftsgebäude (Droßdorfer Straße 26; Johann-Gottlieb-Rössler-Straße 33)
- das Tagelöhnerhaus (Droßdorfer Straße 27)
- sechs Wohnhäuser (Droßdorfer Straße 6, 13, 19, 21; Johann-Gottlieb-Rössler-Straße 39, 41)
- das Kriegerdenkmal (Droßdorfer Straße nördlich Nr. 27)
- der preußische Grenzstein (nahe Droßdorfer Straße 52)